# 科尔萨科夫卡河
科尔萨科夫卡河（俄语：Река Корсаковка）或大泊川（日语：／）是萨哈林州科尔萨科夫区的河流，长17公里，流域面积65.2平方公里，注入阿尼瓦湾。

## 引用
1. ↑  М·Г·瓦西科夫斯基. . 列宁格勒: 气象出版社. 1973 （俄语）.
2. ↑  . 国家水登记处.   [2023-12-10]. （原始内容存档于2023-12-10） （俄语）.